# Кинтана, Альдаир
Альдаир Алехандро Кинтана Рохас (исп. Aldair Alejandro Quintana Rojas; род. 11 июля 1994[…], Ибаге) — колумбийский футболист, вратарь клуба «Атлетико Букараманга» и сборной Колумбии.

## Клубная карьера
Кинтана — воспитанник клубов аргентинского «Ривер Плейт» и «Индепендьенте Медельин». В 2015 году он был включён в заявку на сезон последнего. В том же году Альдаир на правах аренды перешёл в «Атлетико Кали». 8 марта в матче против «Итагуи Леонес» он дебютировал в колумбийской Примере B. В 2016 году Кинтана был арендован клубом «Орсомарсо». 13 марта в матче против «Боготы» он дебютировал за новую команду. В 2017 году игрок на правах аренды перешёл в «Депортес Толима», но так и не дебютировал за основной состав.
Летом 2018 года Кинтана перешёл в «Атлетико Уила». 25 июля в матче против своего бывшего клуба «Индепендьенте Медельин» он дебютировал в Кубке Мустанга.
в 2019 году Кинтана перешёл в «Атлетико Насьональ». 22 июля в матче против «Атлетико Букараманга» он дебютировал за новую команду. В 2022 году Альдаир помог клубу выиграть чемпионат. В 2023 году Кинтана был арендован «Депортиво Перейра». 29 января в матче против «Мильонариос» он дебютировал за новый клуб.
В начале 2024 года Кинтана на правах аренды перешёл в «Атлетико Букараманга». 22 января в матче против «Атлетико Хуниор» он дебютировал за новую команду.

## Карьера в сборной
В 2021 году Кинтана принял участие в Кубке Америки в Бразилии. На турнире он был запасным и на поле не вышел.

## Достижения
Командные
 «Атлетико Насьональ»
- Победитель Кубка Мустанга — Апертура 2022

В сборной
 Колумбия
- Бронзовый призёр Кубка Америки: 2021